# Doron Tavori

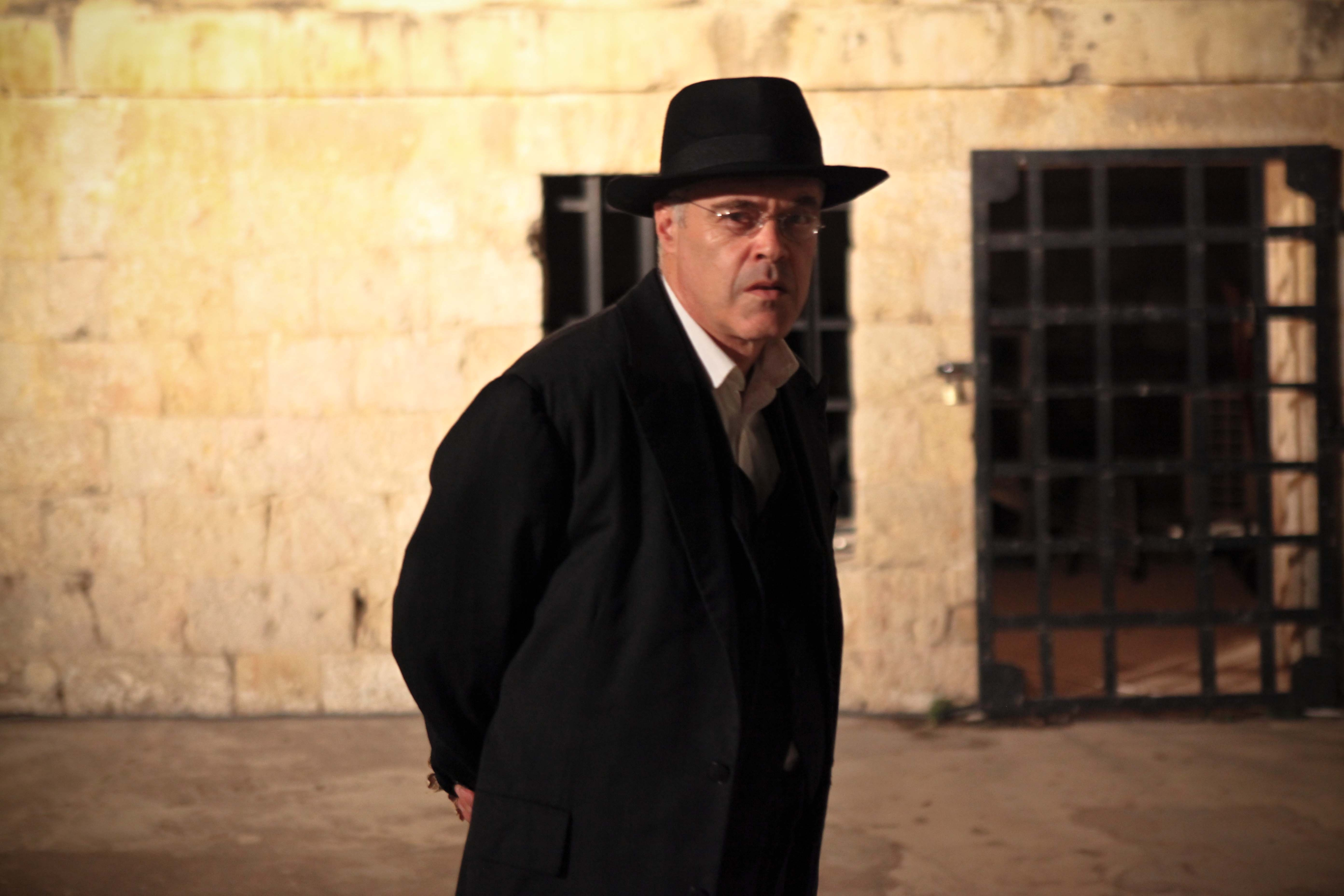
Doron Tavori als Gustav Mahler in Alma von Joshua Sobol, 2009

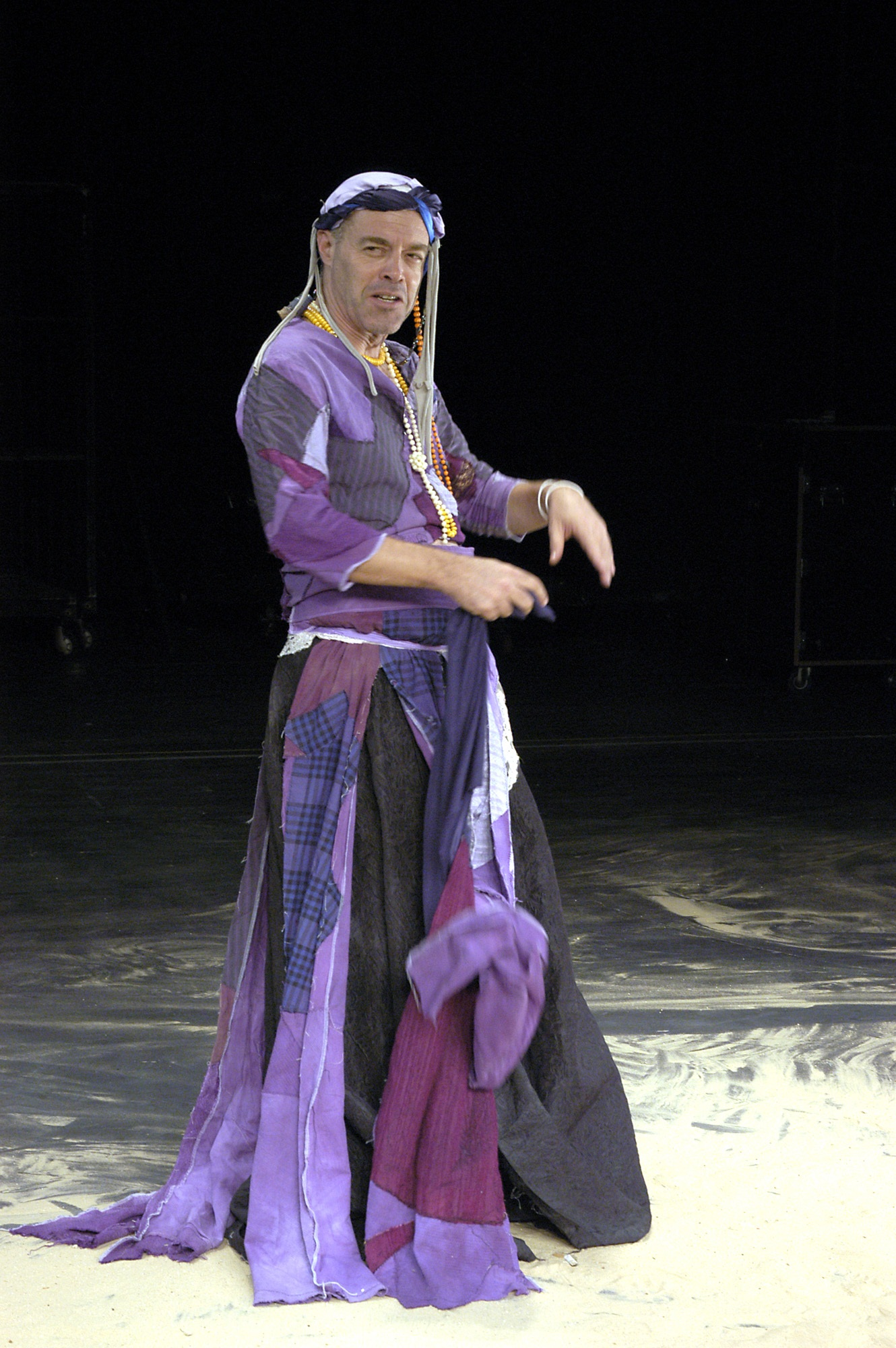
Doron Tavori in Les Paravents von Jean Genet, Regie Ofira Henig, 2002

Doron Tavori (hebräisch דורון תבורי; * 2. Juli 1952 in Haifa) ist ein israelischer Schauspieler und Übersetzer.

## Leben
Tavori wuchs in verschiedenen Städten in Israel auf. Er studierte Schauspiel in London. 1974 kehrte er nach Israel zurück, wo er zunächst Regieassistent in Beʾer Scheva war, aber bald schon auf die Bühne kam. Omri Nitzan brachte ihn ans Theater nach Haifa, wo er die Hauptrolle in Weiningers Nacht spielte. Darauf spielte er den SS-Offizier Kittel in Ghetto. Im gleichen Jahr spielte er Lucky in Warten auf Godot.
Das Stück Das Jerusalem Syndrom von Jehoschua Sobol wurde zu einem Eklat, worauf sowohl Sobol wie auch Gedalja Besser und auch Tavori das Theater verließen. Daraufhin spielte er an verschiedenen Theatern, bis er im Februar 2005 begann, das Theater in Haifa zu leiten. Allerdings wurde er schon nach elf Monaten entlassen, da seine Leitung nicht die erwünschten Einnahmen erreichte. Daraufhin leitete er zwei Jahre lang ein Theater in Jerusalem.

## Rollen (Auswahl)
- Andri in Andorra von Max Frisch 1977
- Romeo in Romeo und Julia von Shakespeare 1978
- Aston in Der Hausmeister von Harold Pinter 1980
- Otto Weininger in The Soul of a Jew (Weiningers Nacht) von Jehoschua Sobol 1982 (UA) Haifa
- Kittel in Ghetto von Jehoschua Sobol 1984 (UA) Haifa
- Lucky in Warten auf Godot von Samuel Beckett 1984
- Tartuffe in Tartuffe von Molière 1985
- Tusenbach in Drei Schwestern von Anton Tschechow 1990
- Konrad, Thomas Bernhard, Kalwerk (Regie: Krystian Lupa) 1995
- Joseph Süß Oppenheimer in Jud Süss von Paul Kornfeld, 1996
- Christian Maske in Die „Maske“-Tetralogie von Carl Sternheim, 1998
- Hamlet von Shakespeare (Regie: Steven Berkoff), 1999
- Nathan in Nathan der Weise von Gotthold Ephraim Lessing, 2003
- Bosola in Die Herzogin von Malfi von John Webster, 2005
- Shylock in Der Kaufmann von Venedig von Shakespeare, 2011
- Gustav Mahler in Alma von Jehoschua Sobol (Regie: Paulus Manker) (Jerusalem 2009, Prag 2011, Wien 2012)
- Krapp in Das letzte Band von Samuel Beckett 2012

Tavori spielte verschiedene Rollen auch in Deutschland, wie Shylock und in Österreich Gustav Mahler.

## Übersetzungen
Tavori übersetzte Dutzende Stücke aus dem Deutschen, dem Französischen, dem Norwegischen. Er erhielt für Übersetzungen verschiedene Preise.

## Filmografie
- 1980: Versteckspiel (Machboim)
- 1997: Optzia
- 2008: Lemon Tree
- 2016: Past Life

Außerdem unterrichtete er zehn Jahre lang Theater in Umm al-Fahm und führte Regie in verschiedenen Stücken.